# Glaciar Afrodita
El glaciar Afrodita es un glaciar de 28 km de longitud que fluye hacia el norte en la costa este de la Península Antártica, 6 km al oeste de Victory Nunatak.

## Historia
La parte inferior de la característica fue trazada por primera vez por WLG Joerg a partir de fotografías aéreas tomadas por Sir Hubert Wilkins en diciembre de 1928 y por Lincoln Ellsworth en noviembre de 1935. Posteriormente, el glaciar fue fotografiado por la Expedición Ronne mediante sistema trimetrogon y relevado por el British Antarctic Survey en diciembre de 1958 y noviembre de 1960. Su nombre fue colocado por el Comité de Topónimos Antárticos del Reino Unido en honor a Afrodita, la diosa griega del amor.